# Plodove (Bakhtxissarai)
|  | Per a altres significats, vegeu «Plodove». |

Plodove (en (ucraïnès): Плодове, en rus: Плодовое, Plodóvoie) és un poble de la República Autònoma de Crimea a Ucraïna, que el 2014 tenia 1.090 habitants. Pertany al districte de Bakhtxissarai. Fins al 1945 la vila es deia Azek.

## Població
Segons les dades del 2001 la composició de la població de la vila de Plodóve d'acord amb la llengua que empren és la següent:
| Llengua  | %     |
| -------- | ----- |
| Rus      | 72,87 |
| Tàtar    | 16,72 |
| Ucraïnès | 8,81  |
| Altres   | 0,61  |